# Chaetopteryx kumbetensis
Chaetopteryx kumbetensis là một loài Trichoptera trong họ Limnephilidae. Chúng phân bố ở miền Cổ bắc.